# Улица Кошурникова (Новосибирск)
Улица Кошурникова (бывшее название — Кирпичная улица) — улица в Дзержинском и Октябрьском районах Новосибирска. Начинается от перекрёстка с улицами Гоголя и Селезнёва, пересекает проспект Дзержинского, улицу Бориса Богаткова и заканчивается сужаясь до 3 полос, образуя Т-образный перекрёсток с улицей Никитина и Автогенной. Также к улице Кошурникова (в направлении к улице Никитина) примыкают улицы Красина, Фрунзе, Федосеева, Адриена Лежена, Стофато, Добролюбова и некоторые другие улицы, не имеющие названий.

## Название улицы
Улица названа в честь Кошурникова Александра Михайловича, советского учёного, инженера и изыскателя.

## Парки
- Берёзовая роща
- Сад Мичуринцев
- инновационный умный сквер "Молодёжный" (Кошурникова 31)[2]

## Торговые и офисные центры
- Роща, торговый центр
- Омега, торговый центр
- Солнечный, торгово-офисный центр
- Golden Field, торгово-офисный центр

## Заведения общественного питания
- Pražačka, чешский ресторан
- BeerLusconi, бар
- Дружба, гриль-бар
- Беседа, кафе-бар

## Транспорт
По улице курсируют Новосибирский автобус , Новосибирский троллейбус и маршрутные такси . Также на ней расположены две станции Новосибирского метрополитена : Берёзовая роща и Золотая Нива.